# Шамилишвили, Рамини
Рамини Шамилишвили (груз. რამინ შამილაშვილი; род. 11 мая 1994) — грузинский тяжелоатлет, серебряный призёр чемпионатов Европы 2023 и 2024 годов, бронзовый призёр чемпионата Европы 2025 года.

## Карьера
В 2014 году грузинский спортсмен впервые выступил на взрослом чемпионате мира в весовой категории до 62 кг где занял 19-е место с результатом 264 кг по сумме двух упражнений.
На чемпионате Европы 2015 года, Рамини по сумме двух упражнений стал шестым, сумев зафиксировать результат 245 кг.
В 2016 году принял участие в чемпионате Европы в норвежском Фёрде. Выступал в весовой категории до 62 кг. В результате стал 9-м, с весом на штанге по сумме двух упражнений - 265 кг.
На чемпионате Европы 2017 года, в Сплите, грузин в категории до 62 кг стал 8-м с весом по сумме двух упражнений 270 кг.
В 2023 году, весной, на чемпионате Европы в Ереване, в категории до 55 килограммов, завоевал серебряную медаль с результатом по сумме двух упражнений 249 килограммов. В упражнении рывок стал чемпионом с весом 113 кг, а в упражнении толчок был только третьим с весом 136 кг.
В феврале 2024 года на чемпионате Европы в Софии Рамини завоевал серебряную медаль по сумме двух упражнений с результатом 241 кг. В упражнении рывок он был вторым (111 кг). 
На чемпионате Европы 2025 года в Кишинёве завоевал бронзовую медаль в весовой категории до 55 кг с итоговым результатом 243 кг. В упражнении «толчок» стал бронзовым призёром (134 кг).

## Достижения
Чемпионат Европы
| Результат | Вес       | Год  | Место соревнований | Рывок | Толчок | Общий вес |
| Серебро   | до 55 кг. | 2023 | Ереван, Армения    | 113,0 | 136,0  | 249,0     |
| Серебро   | до 55 кг. | 2024 | София, Болгария    | 111,0 | 130,0  | 241,0     |
| Бронза    | до 55 кг. | 2025 | Кишинёв, Молдова   | 109,0 | 134,0  | 243,0     |